# Championnat d'Argentine de football 1893
Navigation
Édition précédente Édition suivante
La saison 1893 est la deuxième édition du Championnat d'Argentine de football. Elle se dénomme officiellement Championship Cup 1893. 
Le championnat est organisé par une nouvelle fédération créée le 21 février 1893 mais qui porte le même nom que l'organisation précédente : Argentine Association Football League. Cette nouvelle fédération est créée par Alejandro Watson Hutton qui est depuis considéré comme le "père" du football argentin.
De la première édition ne subsiste qu'une seule équipe, le Buenos Aires and Rosario Railway.
À l'origine, chaque équipe devait jouer à trois reprises contre chacun de ses adversaires. Mais à la suite du retrait successif de deux équipes, Buenos Aires English High School après la septième journée puis Buenos Aires and Rosario Railway après la huitième, la fédaration décide fin juillet d'annuler la troisième partie du championnat.
Le Lomas Athletic Club remporte son premier championnat en restant invaincu.
Au terme du championnat, Buenos Aires and Rosario Railway arrête la compétition. Quilmes Rovers et Buenos Aires English High School ne se réenregistrent pas auprès de la fédération. Pour pallier ces retraits, quatre nouvelles équipes rejoignent le championnat : Rosario Athletic, Lobos Athletic, Saint Andrew's et Retiro Athletic.
William Leslie du Lomas Athletic Club est le meilleur buteur du championnat avec 7 buts.

## Classement
| Rang | Équipe                           | Pts | J | G | N | P | Bp | Bc | Diff |
| ---- | -------------------------------- | --- | - | - | - | - | -- | -- | ---- |
| 1    | Lomas Athletic Club              | 15  | 8 | 7 | 1 | 0 | 26 | 2  | +24  |
| 2    | Flores Athletic Club             | 10  | 8 | 5 | 0 | 3 | 19 | 10 | +9   |
| 3    | Quilmes Rovers                   | 9   | 8 | 3 | 3 | 2 | 12 | 11 | +1   |
| 4    | Buenos Aires English High School | 5   | 8 | 1 | 2 | 5 | 6  | 25 | -19  |
| 5    | Buenos Aires and Rosario Railway | 4   | 8 | 0 | 2 | 6 | 3  | 19 | -16  |